# Тумстоун (фільм)
Тумстоун (англ. Tombstone) — американський вестерн 1993 року режисера Джорджа Пан Косматоса.

## Сюжет
1881 рік. Знаменитий шериф містечка Додж-сіті, Вайетт Ерп, переїжджає в Тумстоун, штат Аризона. Там він планує почати нормальне сімейне життя і відкрити свою справу разом з братами. Однак у містечку панує банда під назвою «Ковбої», яку очолює Броціус на прізвисько «Кучерявий Білл». Колишньому шерифу знову доводиться братися за зброю.

## У ролях
| Актор                | Роль                   |
| -------------------- | ---------------------- |
| Курт Расселл         | Вайетт Ерп             |
| Вел Кілмер           | Док Голлідей           |
| Майкл Б'єн           | Джонні Рінго           |
| Пауерс Бут           | Кучерявий Білл Броціус |
| Роберт Джон Берк     | Френк МакЛорі          |
| Дана Делані          | Жозефіна Маркус        |
| Сем Елліотт          | Вірджіл Ерп            |
| Стівен Ленг          | Айк Клентон            |
| Джоанна Пакула       | Кейт                   |
| Білл Пекстон         | Морган Ерп             |
| Джейсон Прістлі      | Біллі Брекинрідж       |
| Майкл Рукер          | Шерман МакМастерс      |
| Джон Тенні           | Беха                   |
| Біллі Зейн           | містер Фабіан          |
| Біллі Боб Торнтон    | Джонні Тайлер          |
| Чарлтон Гестон       | Генрі Гукер            |
| Томас Гейден Черч    | Біллі Клентон          |
| Террі О'Квінн        | мер Джон Клам          |
| Паула Малкомсон      | Еллі Ерп               |
| Ліза Коллінз         | Луїза Ерп              |
| Дана Віллер-Ніколсон | Метті Ерп              |

## Цікаві факти
- Коли Ерп вперше заїжджає в Тумстоун, на одному з надгробків на кладовищі можна помітити напис: «Тут спочиває Лестер Мур. Чотири кулі з сорок четвертого. Не менше. Не більше». У Тумстоуні, штат Аризона, є могила з точно таким же надгробком.
- Містер Фабіан читає той самий уривок з «Генрі V», що й Даттон Пібаді в «Людині, яка вбила Ліберті Велланса» (1962).
- За словами Вела Кілмера, сценарист Кевін Жарр вимагав, щоб актори носили вовняні костюми відповідно до часу, коли відбуваються події фільму. Під час сцени в театрі, за словами Кілмера, температура становила близько 134 градусів за Фаренгейтом (56,67 градусів за Цельсієм).
- Роберт Мітчем повинен був зіграти старого Клентона. У перший день зйомок він впав з коня і пошкодив спину. В результаті, його роль була виключена зі сценарію, а Роберт прочитав закадровий текст на початку і в кінці фільму.
- Гленн Форд повинен був зіграти невелику роль у фільмі, проте через погіршення здоров'я йому довелося відмовитися від зйомок.
- Фільм також згадується у 6 серії 13 сезону серіалу Надприродне.

## Саундтрек
| Список треків | Список треків          | Список треків |
| #             | Назва                  | Тривалість    |
| ------------- | ---------------------- | ------------- |
| 1.            | «The Cowboys»          | 3:51          |
| 2.            | «A Family»             | 2:04          |
| 3.            | «Arrival in Tombstone» | 2:16          |
| 4.            | «Josephine»            | 1:31          |
| 5.            | «Thespian Overture»    | 0:47          |
| 6.            | «Gotta Go to Work»     | 1:11          |
| 7.            | «Fortuitous Encounter» | 5:18          |
| 8.            | «Street Standoff»      | 7:09          |
| 9.            | «The O.K. Corral»      | 7:35          |
| 10.           | «Aftermath»            | 1:31          |
| 11.           | «Cowboys' Funeral»     | 4:30          |
| 12.           | «Morgan's Death»       | 2:14          |
| 13.           | «Wyatt's Revenge»      | 3:53          |
| 14.           | «The Former Fabian»    | 1:36          |
| 15.           | «Brief Encounters»     | 5:39          |
| 16.           | «Finishing It»         | 3:57          |
| 17.           | «Doc and Wyatt»        | 2:47          |
| 18.           | «Looking at Heaven»    | 8:46          |
| 66:34         |                        |               |